# Женская сборная Словакии по футболу
Женская сборная Словакии по футболу — национальная футбольная сборная, представляющая Словакию на чемпионатах мира и Европы среди женщин. Никогда не участвовала в финальных турнирах чемпионатов мира и Европы.

## История
Ранее существовала женская сборная Чехословакии, которая отметилась участием в отборочном турнире к чемпионату Европы 1989 года, дойдя там до стадии четвертьфинала. Сборная Словакии сыграла первую игру 21 июня 1993 года против только что образованной команды Чехии и проиграла 0:6. С 1993 года она участвует в отборочных турнирах к чемпионатам Европы и мира, однако выступает в классе B и никогда не доходила до основного квалификационного раунда.